# Archidendropsis thozetiana
Archidendropsis thozetiana es una especie de árbol perteneciente a la familia de las fabáceas. Es originaria de  Australia en Queensland.

## Descripción
Es un árbol que alcanza un tamaño de hasta 20 m de altura. Las hojas con ejes estrechamente alados, con glándulas, a menudo, en el par distal de foliolos; pinnas sésiles, oblanceoladas a oblongas, 13-38 mm de largo, 3-14 mm de ancho. Inflorescencias en axilas de las hojas superiores, de 1-4 cm de largo; pedúnculos con flores en cabezas globulares de 1,5 cm de diámetro. Flores color crema a amarillas. Legumbres planas, estrechamente oblongas, de hasta 20 cm de largo y 10-20 mm, cartácea, glabras; estípite de 14 mm de largo. Semillas subcircular, 8 mm de largo, 7.5 mm de ancho (incluyendo ala de 0,3 mm de ancho), plana, brillante, de color marrón oscuro.

## Taxonomía
Archidendropsis thozetiana fue descrita por (F.Muell.) I.C.Nielsen y publicado en Bulletin du Muséum National d'Histoire Naturelle, Section B, Adansonia. Botanique Phytochimie 5(3): 326. 1983[1984].
Sinonimia
- Acacia thozetiana F. Muell. basónimo
- Albizia thozetiana (F.Muell.) Benth.[3][4]